# Secondo Donino
Secondo Donino (San Nazzaro Sesia, 10 gennaio 1937) è un ex calciatore italiano, di ruolo mezzala.

## Carriera
Cresciuto nella Juventus, fece il suo esordio con la maglia bianconera contro la Lazio il 16 settembre 1956, in una vittoria per 3-0 dove segnò anche il suo unico gol in carriera. La sua ultima partita con i torinesi fu contro il Vicenza il 7 aprile 1957 in una sconfitta per 1-0. Nella sua unica stagione juventina collezionò 8 presenze.
Nel 1957 passa al Siena, club con cui milita due anni in Serie C, sfiorando la promozione in cadetteria nella stagione 1958-1959, chiusa dietro il Mantova che viene promosso dopo lo spareggio disputato a Genova il 29 giugno 1959.
L'anno seguente passa alla Biellese, club con cui ottiene il terzo posto del Girone A della Serie C.
Gioca la stagione 1960-1961 con il Novara, in Serie B, ottenendo la permanenza di categoria.
Dal 1962 al 1964 è al Chieri, in Serie D.

## Statistiche

### Presenze e reti nei club
| Stagione        | Squadra         | Campionato      | Campionato | Campionato | Coppe nazionali | Coppe nazionali | Coppe nazionali | Totale | Totale |
| Stagione        | Squadra         | Comp            | Pres       | Reti       | Comp            | Pres            | Reti            | Pres   | Reti   |
| --------------- | --------------- | --------------- | ---------- | ---------- | --------------- | --------------- | --------------- | ------ | ------ |
| 1956-1957       | Juventus        | A               | 8          | 1          |                 |                 |                 | 8      | 1      |
| 1957-1958       | Siena           | C               | ?          | ?          | CI              | 5               | 1               | 5+     | 1+     |
| 1960-1961       | Novara          | B               | 27         | 1          | CI              | 1               | 0               | 28     | 1      |
| Totale carriera | Totale carriera | Totale carriera | 35         | 1          |                 | 6               | 1               | 41+    | 2+     |